# Ульссон, Филип
Филип Ронни Сигвард Ульссон (швед. Filip Ronny Sigvard Olsson; род. 24 апреля 1999) — шведский футболист, полузащитник клуба «Сириус».

## Клубная карьера
На молодёжном уровне выступал за «Кевлинге», «Мальмё» и «Ландскруну». Перед сезоном 2017 года перешёл в «Эслёв», где провёл два сезона в третьем шведском дивизионе. В декабре 2018 года вернулся в «Ландскруну», с которой подписал контракт, рассчитанный на пять лет. В течение двух сезонов вместе с клубом попадал в стыковые матчи за право выхода в Суперэттан, в которых удалось выиграть только в 2020 году. Первую игру за клуб Суперэттане провёл 10 апреля 2021 года в матче против «Вернаму». Ульссон провёл на поле всю игру и на 77-й минуте получил жёлтую карточку.
9 декабря 2021 года стал игроком «Сириуса», заключив с клубом трудовое соглашение на четыре года. Первую игру в футболке нового клуба провёл 20 февраля в матче группового этапа кубка страны против «Сюльвии», в котором забил один из мячей своей команды в ворота соперника. 3 апреля 2022 года в матче первого тура с «Сундсваллем» дебютировал в чемпионате Швеции.

## Клубная статистика
| Выступление      | Выступление      | Выступление      | Лига | Лига | Кубки | Кубки | Конт. кубки | Конт. кубки | Разное | Разное | Итого | Итого |
| Клуб             | Лига             | Сезон            | Игры | Голы | Игры  | Голы  | Игры        | Голы        | Игры   | Голы   | Игры  | Голы  |
| ---------------- | ---------------- | ---------------- | ---- | ---- | ----- | ----- | ----------- | ----------- | ------ | ------ | ----- | ----- |
| Эслёв            | Дивизион 3       | 2017             | 17   | 1    | 0     | 0     | 0           | 0           | 0      | 0      | 17    | 1     |
| Эслёв            | Дивизион 3       | 2018             | 20   | 2    | 1     | 0     | 0           | 0           | 0      | 0      | 21    | 2     |
| Эслёв            | Итого            | Итого            | 37   | 3    | 1     | 0     | 0           | 0           | 0      | 0      | 38    | 3     |
| Ландскруна       | Дивизион 1       | 2019             | 29   | 3    | 0     | 0     | 0           | 0           | 2      | 0      | 31    | 3     |
| Ландскруна       | Дивизион 1       | 2020             | 28   | 8    | 2     | 0     | 0           | 0           | 2      | 1      | 32    | 9     |
| Ландскруна       | Суперэттан       | 2021             | 23   | 4    | 3     | 0     | 0           | 0           | 0      | 0      | 26    | 4     |
| Ландскруна       | Итого            | Итого            | 80   | 15   | 5     | 0     | 0           | 0           | 4      | 1      | 89    | 16    |
| Сириус           | Алльсвенскан     | 2022             | 9    | 0    | 3     | 1     | 0           | 0           | 0      | 0      | 12    | 1     |
| Сириус           | Итого            | Итого            | 9    | 0    | 3     | 1     | 0           | 0           | 0      | 0      | 12    | 1     |
| Всего за карьеру | Всего за карьеру | Всего за карьеру | 126  | 18   | 9     | 1     | 0           | 0           | 4      | 1      | 139   | 20    |